# Platytarus
Platytarus is een geslacht van kevers uit de familie van de loopkevers (Carabidae). De wetenschappelijke naam van het geslacht is voor het eerst geldig gepubliceerd in 1850 door Fairmaire.

## Soorten
Het geslacht Platytarus omvat de volgende soorten:
- Platytarus boysii (Chaudoir, 1850)
- Platytarus bucculentus Andrewes, 1935
- Platytarus bufo Fabricius, 1801
- Platytarus compsus Andrewes, 1936
- Platytarus congobelgicus Basilewsky, 1961
- Platytarus dicraeus Andrewes, 1935
- Platytarus faminii (Dejean, 1826)
- Platytarus gracilis (Dejean, 1831)
- Platytarus planulatus (Bates, 1892)
- Platytarus porcatus Andrewes, 1923
- Platytarus reichei (Chaudoir, 1875)
- Platytarus tesselatus (Dejean, 1831)